# Chapelle Saint-Roch de Henri-Chapelle
Pour les articles homonymes, voir Chapelle Saint-Roch.
La chapelle Saint-Roch est un édifice religieux classé situé dans le village belge de Henri-Chapelle faisant partie de la commune de Welkenraedt en province de Liège. Elle aussi appelée chapelle de Crojus ou de Croyou.

## Localisation
La chapelle se trouve le long de la rue de Verviers à Henri-Chapelle devant l'immeuble sis au no 76. L'édifice est situé sur petite butte délimitée par des haies basses et des buis taillés.  

## Historique
L'édifice a été réalisé en 1754. L'autel à l'effigie de saint Roch, porte l'inscription « ST ROCH PRIEZ POUR NOUS 1884.

## Description
De taille modeste (environ 3 m sur 3 m), la chapelle se compose d'une seule nef ainsi que d'un chevet semi-circulaire. La façade est réalisée exclusivement en pierres calcaires équarries. Elle comporte une porte d'entrée axiale à linteau droit, daté sur un cartouche gravé 1754 I.E. et surmonté d'un oculus. Les autres faces de la chapelle sont bâties en pierres calcaires et en grès pour le tiers inférieur et en briques pour les deux tiers supérieurs. L'édifice est recouvert d'une toiture en ardoises rondes à l'avant et classiques à l'arrière du bâtiment.

## Classement
La chapelle (façades et toitures) est reprise depuis le 25 juin 1984 sur la liste du patrimoine immobilier classé de Welkenraedt.

## Sources et liens externes
- Inventaire du patrimoine de la région wallonne
- https://www.trois-frontieres.be/